# Tolongoina
Tolongoina est une commune rurale de Madagascar faisant partie du district d'Ikongo, dans la partie nord-ouest de la région Fitovinany.

## Économie

### Transports
La commune est desservie, tant pour le trafic voyageurs que pour le fret, par la ligne de train FCE reliant Fianarantsoa et Manakara.